# Manuel Martín Cruz
Manuel Martín Cruz Cuiza (Paco Chico, Virreinato del Río de la Plata; 9 de noviembre de 1788 - Sucre, Bolivia; 1855) fue un sacerdote y diputado boliviano, conocido por haber sido el autor intelectual del nombre actual de Bolivia, anteriormente denominada como República de Bolívar.

## Vida
Nació el 9 de noviembre de 1788 en el ayllu de Paco Chico, actualmente ubicado dentro del municipio de Yocalla de la provincia de Frías en el departamento de Potosí. Sus padres fueron Melchor Cruz y Feliza Cuiza, que eran una humilde familia de indígenas. Manuel Cruz quedó huérfano en temprana edad y fue recogido y educado por un señor Martín, vecino de la comunidad y amigo de los padres.
Un filántropo de Potosí, llamado Fernando Baltasar, decidió mandarlo a la Universidad Mayor Real y Pontificia San Francisco Xavier de Chuquisaca, para que estudiara Teología y Derecho. En 1813 se graduó de la universidad y dos años después fue consagrado como sacerdote. Una fuente indica que hablaba castellano, quechua y aimara, además de ser hábil matemático y geógrafo.
En 1825, Cruz fue elegido como diputado por la intendencia de Potosí, participando de la Asamblea General de Diputados de las Provincias del Alto Perú que fue conformada mediante el Decreto del 9 de febrero de 1825. El 6 de agosto de ese año se firmó la Declaración de Independencia de Bolivia, y el Decreto del 11 de agosto estableció que el nombre del nuevo país fuera República de Bolívar, en honor a Simón Bolívar. En octubre de 1825 se volvió a debatir el nombre de la nación, en el que Cruz dijo lo siguiente: "Si de Rómulo, Roma, de Bolívar, Bolivia", argumento que fue aceptado por la asamblea general. Fue así que el 3 de octubre de 1825, el nombre de la nueva república fue cambiado a Bolivia.
Posteriormente, fue rector en el Colegio San Agustín de la ciudad de Chuquisaca (hoy Sucre).
Falleció en la ciudad de Sucre en 1855.